# Stéphane Meca
Pour les articles homonymes, voir Meca.
Stéphane Fernandez Meca, né le 17 janvier 1968 à Nîmes (France, département du Gard), est un ancien matador français.
Il se porte candidat lors de l'appel d'offres relatif au renouvellement de la concession des Arènes de Nîmes, mais son projet est rejeté en janvier 2010 face à celui de Simon Casas. Il effectue son grand et dernier retour face à des toros de Victorino Martín, dans les Arènes de Saint-Vincent-de-Tyrosse. Il coupe une oreille et se voit récompensé d'une vuelta avant de se voir couper la coleta par Victorino Martín lui-même et son fils, au centre du ruedo tyrossais. 

## Présentation
- Alternative : Saint-Sever (France, département des Landes) le 25 juin 1989. Parrain, Victor Mendes ; témoin, Fernando Cepeda. Taureaux de la ganadería de Juan Andrés Garzón
- Confirmation d’alternative à Madrid : 11 juin 1999. Parrain, José Antonio Canales Rivera ; témoin, Carlos Pacheco. Taureaux de la ganadería Occitania.